# Antoni Rovira i Rabassa
Antoni Rovira i Rabassa (Barcellona, 1845 – Barcellona, 5 giugno 1919) è stato un architetto spagnolo.
Era il figlio dell'architetto Antoni Rovira i Trias e si laureò nel 1867 presso la Real Academia de Bellas Artes de San Fernando. Nel 1968 fu professore di geometria descrittiva presso la Escuela de Maestros de Obras (1868) e nel 1899 professore presso l'ETSAB. Nel 1876 ricevette un premio all'Esposizione Universale di Filadelfia per un progetto per un monumento agli eroi d'Africa.
Le sue principali opere sono delle case in stile modernista che si trovano a Barcellona come Casa Ramon Casas e Casa Codina, entrambe sul Passeig de Gràcia. Fu anche autore del campanile della chiesa parrocchiale di Les Corts (1896) e dell'edificio del municipio di Les Corts, oggi sede dell'omonimo distretto.
Ha anche realizzato molte scenografie per il Circo di Barcellona.